# Jack Johnson (attore)
Jack Johnson (Los Angeles, 7 aprile 1987) è un attore statunitense.

## Biografia
Nipote del regista Nunnally Johnson e dell'attrice Dorris Bowdon, meglio conosciuto per la sua interpretazione di Will Robinson nel film del 1998 Lost in Space - Perduti nello spazio, Johnson ha vissuto a Los Angeles prima di frequentare la Wesleyan University nel Connecticut.
Chitarrista nella band Retreat From Paradise e compositore di musica classica (che è stata anche trasmessa via radio), Johnson ha conseguito, per la sua carriera come giovane attore, 2 candidature nel 1999, per un Young Artist Award e un Saturn Award, entrambe avute per il film Lost in Space (1998).

## Filmografia

### Attore

#### Cinema
- Love Affair - Un grande amore (Love Affair), regia di Glenn Gordon Caron (1994)
- The Night Before Christmas, regia di Matt Radecki - cortometraggio (1994)
- Legame mortale (The Tie That Binds), regia di Wesley Strick (1995)
- The Little CHP, regia di Larry Wilcox (1995)
- Lost in Space - Perduti nello spazio (Lost in Space), regia di Stephen Hopkins (1998)
- Lost in Space: Deleted Scene, regia di Stephen Hopkins - cortometraggio direct-to-video (1998)
- Sleep Easy, Hutch Rimes, regia di Matthew Irmas (2000)
- Lost Forever Everett Ruess, regia di Diane Orr (2000)

#### Televisione
- Jeeves and Wooster (Jeeves & Wooster) - serie TV, episodio 4x01 (1993)
- Ned and Stacey - serie TV, episodio 1x08 (1995)

- E.R. - Medici in prima linea (ER) - serie TV, episodio 8x08 (2001)

### Doppiatore

#### Cinema
- Le avventure di Pollicino e Pollicina (The Adventures of Tom Thumb & Thumbelina), regia di Glenn Chaika (2002)

#### Televisione
- Nightmare Ned - serie animata, episodio 1x22 (1997)
- Fillmore! - serie animata, episodi 1x09-2x03-2x19 (2003-2004)